# Прапор Зугреса
Міськи́й пра́пор Зугреса — офіційний символ міста Зугрес Донецької області. Затверджений 29 грудня 2003 р. рішенням XVIII сесії міської ради IV скликання № IV/18-4. року.

## Опис
У центрі полотнища зображена електрична лампочка з вісьмома променями, під нею — два зелених дубових листка з жолудем, внизу - відокремлена срібними хвилями синя підстава.

## Символіка
Лампа вказує на енергетику як основу міста. Дубові листочки означають селище Дубівку, на місці якого виникло місто. Жовтий колір уособлює степовий простір, червоний - промислову специфіку міста, синій - річку Кринку, над якою стоїть Зугрес.